# Hans Peter Thierfeld
Hans Peter Thierfeld (* 10. April 1962 in Duisburg) ist ein deutscher Kaufmann. Er war von 2002 bis 2010 Bürgermeister der Stadt Strausberg.

## Leben
Thierfeld wurde in Duisburg geboren. Er ist gelernter Verwaltungsfachangestellter und Bürokaufmann. Von 1982 bis 1993 war er in der Bundeswehr tätig, unter anderem in Koblenz, Mainz und Bad Neuenahr, bevor er 1990 nach Strausberg versetzt wurde. Nach einer Beschäftigung im Bundeswehrkommando Ost verließ er 1993 die Bundeswehr, blieb in Strausberg und gründete ein Fachgeschäft für Telemarketing und EDV. Dort wurde er auch Mitglied und später Vorstand im Gewerbeverein Altstadt e.V.
2002 kandidierte Thierfeld parteilos für das Amt des Bürgermeisters in Strausberg. In einem ersten Wahlgang erreichte er 29 % der Stimmen und stellte sich der Stichwahl gegen PDS-Kandidat Lothar Nicht. Er gewann die Stichwahl mit 51,3 % und war Bürgermeister der Stadt bis 2010, als er in einem Stichwahlgang Elke Stadeler unterlag. Im selben Jahr erhielt er die Frankenthaler Bürgerplakette aufgrund seines Engagements in der Städtepartnerschaft zwischen Strausberg und Frankenthal.
Seit 2010 ist Thierfeld Geschäftsführer des kommunalen Wohnungsunternehmens Seelower Wohnungsbaugesellschaft, kurz Sewoba, das etwa 3000 Wohnungen verwaltet. Seit 2012 ist er ebenfalls Geschäftsführer der Wosella Wohnungsbaugesellschaft Seelow.
Thierfeld ist weiterhin Reservist und Hauptmann der Reserve. Er ist außerdem Mitglied des Präsidiums der IHK Ostbrandenburg und ehrenamtlich gewähltes Mitglied der Vollversammlung. Zudem ist er Ehrenmitglied des DRK.
Thierfeld ist verheiratet mit Heidemarie Thierfeld.